# Александров, Владимир Николаевич
Владимир Николаевич Александров (род. 1961) — советский самбист, серебряный (1983) и бронзовый (1982) призёр розыгрышей Кубка СССР, чемпион (1984) и бронзовый призёр (1985, 1986) чемпионатов СССР, бронзовый призёр летней Спартакиады народов СССР 1991 года, серебряный призёр Кубка мира 1987 года, мастер спорта СССР международного класса. Выступал в первой средней весовой категории (до 82 кг).
Был членом исполкома Федерации самбо Санкт-Петербурга и исполнительным директором Общества спортивных единоборств «Отечество». В 2014 году работал тренером сборной Финляндии по самбо.

## Всесоюзные соревнования
- Кубок СССР по самбо 1982 — ;
- Кубок СССР по самбо 1983 — ;
- Чемпионат СССР по самбо 1984 — ;
- Чемпионат СССР по самбо 1985 — ;
- Чемпионат СССР по самбо 1986 — ;
- Летняя Спартакиада народов СССР 1991 — ;